# Corynascus similis
Corynascus similis är en svampart som beskrevs av Stchigel, Cano & Guarro 2000. Corynascus similis ingår i släktet Corynascus och familjen Chaetomiaceae.   Inga underarter finns listade i Catalogue of Life.